# Casón del Buen Retiro
El Casón del Buen Retiro es uno de los dos únicos edificios que han sobrevivido a la destrucción del palacio del Buen Retiro, del que toma su nombre, en Madrid (España). Construido por Alonso Carbonel en 1637, fue diseñado inicialmente como un espacio para salón de baile de la Corte de Felipe IV.
Desde 1971 es uno de los edificios que conforman el Museo del Prado, y durante décadas ha albergado sus colecciones de pintura del siglo XIX (unos 3000 cuadros), así como el Guernica, de Pablo Picasso. Esta célebre pintura se trasladó al Museo Reina Sofía en 1992, y el Casón, tras años de obras, se ha reabierto como Centro de Estudios del Museo en 2009, mientras que las colecciones del siglo XIX se han reubicado en la sede principal del Prado gracias a la ampliación de Rafael Moneo.

## Historia

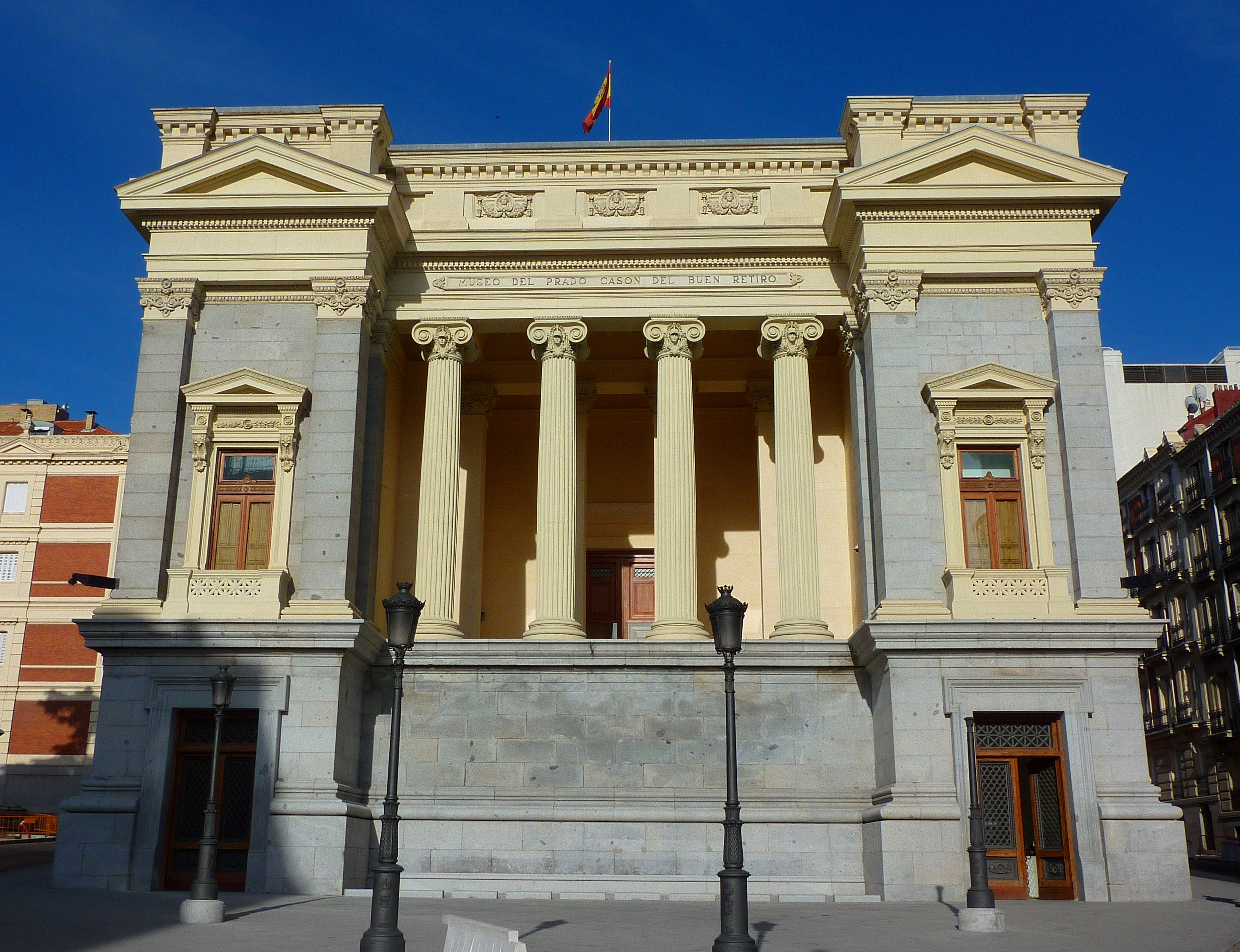
La fachada oeste, obra del arquitecto Ricardo Velázquez Bosco.

El hoy día llamado Casón fue construido por Alonso Carbonel en 1637 como salón de baile del Palacio del Buen Retiro. En origen no fue un edificio independiente, sino una crujía o segmento dentro de una sucesión mayor de edificios. Fue a raíz de perderse los restantes cuando quedó exento.
El otro edificio superviviente del Buen Retiro, el denominado Salón de Reinos, fue durante décadas la sede del Museo del Ejército, hasta que este se trasladó al Alcázar de Toledo y el edificio fue traspasado al Museo del Prado. 
En la decoración del Casón participó el pintor napolitano Luca Giordano, quien pintó la Alegoría del Toisón de Oro en la bóveda del edificio, que, prácticamente, es lo único original que subsiste del mismo, aunque en realidad este mural está muy restaurado por dos pintores del siglo XIX, Germán Hernández Amores y José Garnelo. En el siglo XIX, tras la destrucción del Buen Retiro, el Casón experimentó una ampliación y se le añadieron dos nuevas fachadas, de estilo neoclásico. Fueron diseñadas por el discreto arquitecto Mariano Carderera, pero la occidental hubo que rehacerla al derrumbarse tras un ciclón que asoló esa zona de Madrid y que causó, por ejemplo, también graves daños en el Real Jardín Botánico, en el que derribó 564 árboles. A causa del derrumbe, Carderera fue apartado de la dirección de las obras del edificio, encargándose la nueva fachada al arquitecto burgalés Ricardo Velázquez Bosco. El espacio del edificio fue dedicado al Real Gabinete de Estudios Topográficos desde 1831, creado por el ingeniero León Gil de Palacio. Anteriormente fue la sede del Real Gabinete de Máquinas creado por Agustín de Bethencourt.

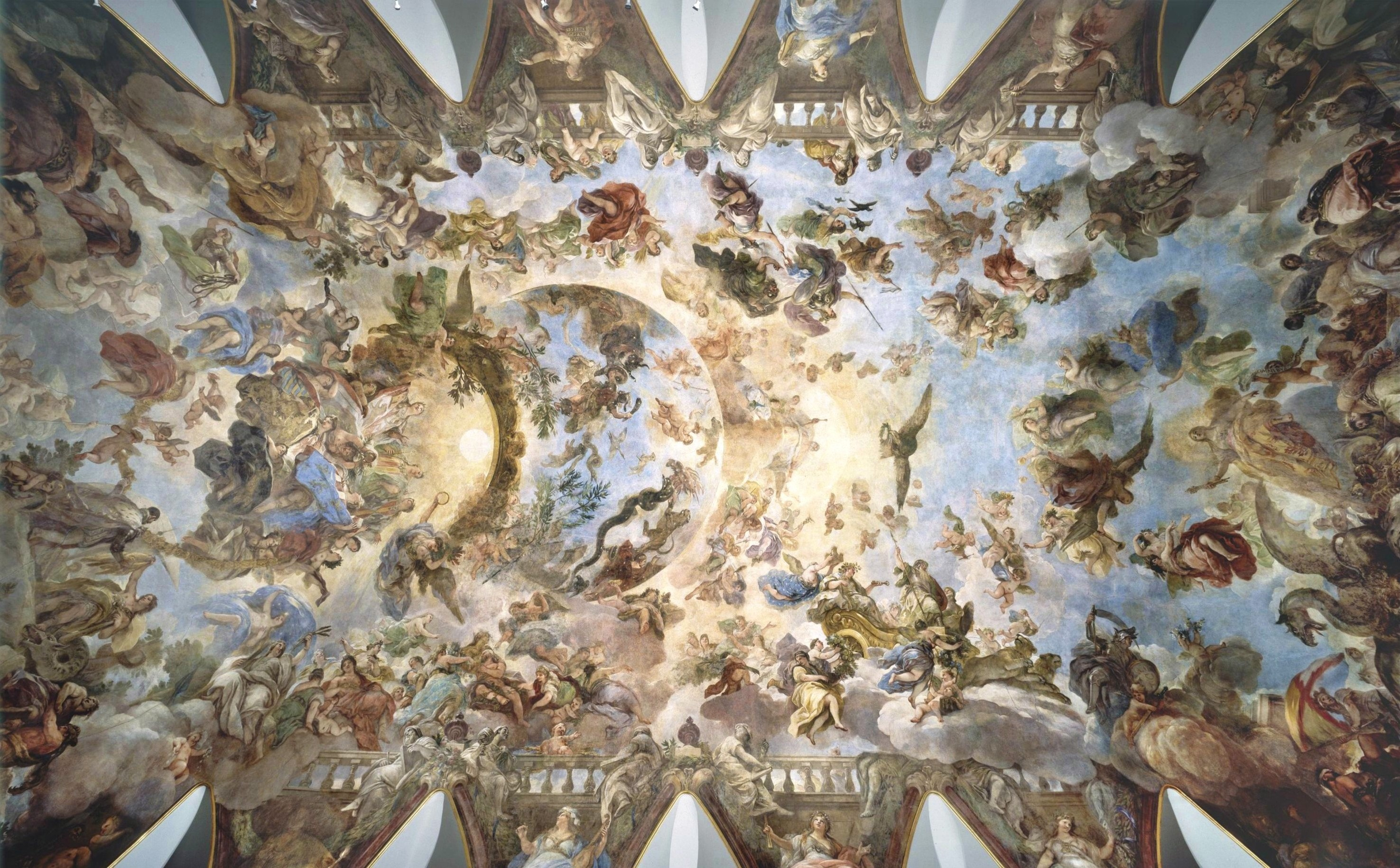
Pintura conocida como Alegoría del Toisón de Oro o como La fundación de la Orden del Vellocino de Oro y la Apoteosis de la Monarquía Española pintada por Luca Giordano en el en la bóveda del antiguo Salón de Embajadores. A la izquierda está Felipe III de Borgoña recibiendo el vellocino de oro de manos de Hércules y a la derecha está pintada una alegoría del esplendor de la monarquía hispánica.

A lo largo del siglo XX, el Casón (llamado así por el aspecto desolado que ofrecía) se empleó para distintos fines. Es en 1971 cuando se cede al Museo del Prado para alojar la colección de pinturas del siglo XIX. 
Estas pinturas habían pertenecido al Museo de Arte Moderno, creado en 1894. Con el constante aumento de fondos de aquel, en 1971 se decidió devolver las pinturas del siglo XIX al Prado y dejar las restantes, del siglo XX, en un nuevo edificio construido en la Ciudad Universitaria, el Museo Español de Arte Contemporáneo (MEAC) (este museo se transformaría en 1988 en un nuevo museo, el Museo Nacional Centro de Arte Reina Sofía, trasladándose en 1992 a su actual ubicación). 
El Casón del Buen Retiro recibió en 1981 el Legado Picasso, cuya obra más importante era el Guernica. Junto a él se exponían otros significativos legados, como el de Arthur Douglas Cooper o el de Pilar Juncosa, la viuda de Joan Miró. 
El Guernica, junto a gran parte de la pintura de vanguardias, estuvo expuesto en el Casón del Buen Retiro hasta 1992, cuando fueron trasladados al Museo Reina Sofía en virtud de un nuevo decreto que dividía las colecciones públicas de arte: los artistas que habían nacido después de Picasso irían al Reina Sofía, y los nacidos antes se quedarían en el Prado. Sin embargo, con el afán de reforzar la importancia del resto de las colecciones del Reina Sofía —por entonces todavía muy desiguales y a falta de una identidad clara y definida—, se contemplaron algunas importantes excepciones de pintores que, como Ramón Casas, Santiago Rusiñol, Joaquín Mir y Darío de Regoyos, eran todos anteriores a Picasso pero cuya fama podía dar mayor solidez al nuevo museo que se acababa de crear.

## La reforma
En 1996 se cerró el Casón al público para iniciar una reforma completa que comenzó en 1997, a cargo de la Gerencia de Infraestructuras del Ministerio de Cultura. 
Las actuaciones que se están desarrollando tienen tres fines: 
- Consolidar el edificio eliminando problemas de humedades y de falta de cimientos.
- Recuperar el fresco de la bóveda de Luca Giordano.
- Ampliar la superficie expositiva. Dos nuevas plantas han sido excavadas, lo que supone una ampliación de 3157 metros cuadrados. Ese nuevo espacio, ahora que el edificio no se empleará en exposición permanente de obras de arte, será utilizado como almacén de libros y de documentación.

Las obras se dieron por terminadas en octubre de 2007, festejándose con una cena de gala el día 30. Sin embargo, el funcionamiento del edificio no arrancó hasta 2009.

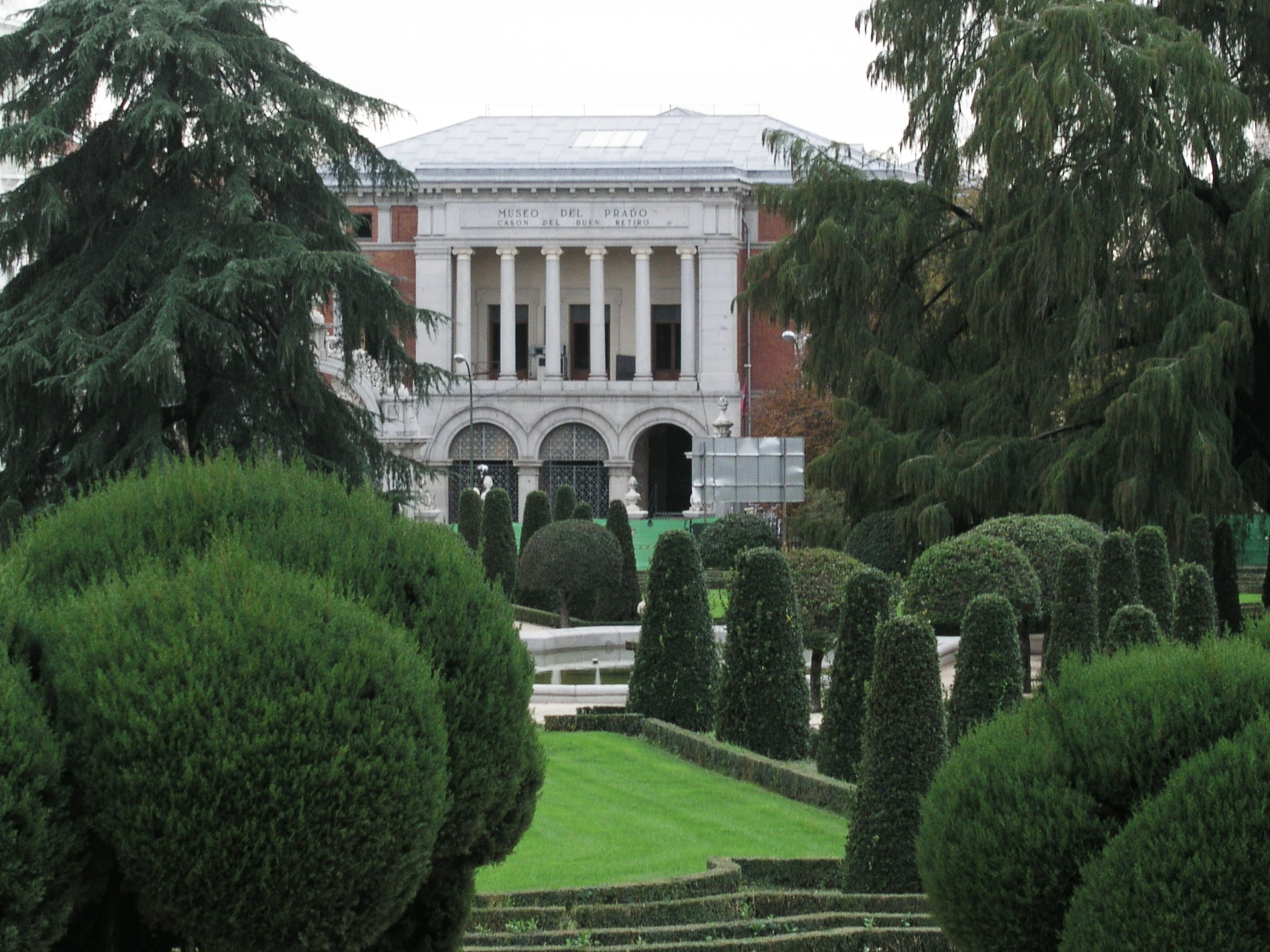
Fachada este del Casón del Buen Retiro desde los Jardines del Retiro.

El uso final del edificio es el de albergar el Centro de Estudios del Museo, la llamada Escuela del Prado, que, siguiendo el modelo de la École du Louvre, está dedicado a la investigación así como a la formación de expertos en arte. En él se alojan los departamentos de documentación, archivo, biblioteca y conservación del Museo del Prado.
Para celebrar públicamente la restauración del Casón, se abrió una muestra sobre Luca Giordano en el Prado que se alojó bajo la bóveda obra del pintor y que coincidió con la publicación de un libro sobre la historia del edificio y, a continuación, veía la luz un catálogo razonado de la obra de Giordano en la institución. Después, la gran sala central con la bóveda del pintor italiano ha sido consagrada como gran sala de lectura de la biblioteca del Prado.
Este centro recibió una aportación extraordinaria al donar el rey Juan Carlos el importe íntegro del premio que le otorgó la Mutua Madrileña (750 000 €) al Museo y destinarlo este a tal fin. El Centro abrió sus puertas por primera vez el 9 de marzo de 2009. Cuenta con libros sobre pintura, dibujo e iconografía, escultura y artes decorativas, en un arco que abarca desde la Edad Media hasta el siglo XIX. Parte de ellos son catálogos de exposiciones, existiendo también un importante fondo antiguo, en buena medida gracias a las recientes adquisiciones de las bibliotecas Cervelló y Madrazo. En total hay alrededor de 60 000 volúmenes y unos 700 títulos de revistas, 200 de ellas vivas. En 1987 se inició la digitalización de los fondos, pudiendo accederse ya a la mayoría a través de terminales instalados en la sala de lectura.